# Sakari Salo
Sakari (Saku) Daniel Salo, född 21 december 1919 i Helsingfors, död 13 december 2011 i Esbo, var en finländsk bandy-, tennis- och squashspelare. 
Salo betraktas som en av Finlands största bollbegåvningar genom tiderna. Han deltog i Oslo-OS 1952 som medlem av det finländska laget i uppvisningsgrenen bandy och spelade 21 bandylandskamper (18 mål) 1938–1952. I tennis vann han sammanlagt 127 FM-guld i olika åldersklasser, varav 59 i allmänna klassen 1939–1961, 18 i dubbel 1946–1960; spelade 103 landskamper i tennis 1939–1963. Han verkade 1955–1961 som tränare för landslaget i bandy och var 1958–1963 verksamhetsledare för Finlands tennisförbund. Han var även den som införde squashspelet i Finland, tog tio FM-silver i veteranklassen och var 1971–1972 squashförbundets förste ordförande. Han utgav 1955 (tillsammans med Aarre Nenonen) tennishandboken Tenniksen käsikirja. Han var även verksam som privatföretagare.
Även Salos familjemedlemmar har tillhört idrottseliten; hustrun Thelma Salo (1921–1999), tennis, dottern Eija Salo (född 1945), squash, och sonen Poku Salo (född 1948), squash. 